# Нур Шазрін Мохамад Латіф
Нур Шазрін бінті Мохамад Латіф (малай. Nur Shazrin binti Mohamad Latif; нар. 2 лютого 1998, Джохор, Малайзія) — малайзійська яхтсменка. Вона виграла золоту медаль на Азійських іграх 2022 року серед жінок у класі «Лазер Радіал», першу золоту медаль для країни на цих іграх. Нур Шазрін виграла дві золоті медалі на Іграх Південно-Східної Азії 2015 року. Вона брала участь у літніх Олімпійських іграх 2016 року в Ріо-де-Жанейро в змаганнях «Лазер Радіал» серед жінок. Нур Шазрін виграла бронзову медаль на Азійських іграх 2018 року в Джакарті серед жінок у класі «Лазер Радіал». також вона брала участь у літніх Олімпійських іграх 2020 року в Токіо в 2021 році в змаганнях «Лазер Радіал» серед жінок. На церемонії відкриття літніх Олімпійських ігор 2024 року Нур Шазрін була прапороносцем Малайзії разом із стрибуном у воду Бертраном Родіктом Лайсесом.